# Alex Öberg
Alex William Öberg, född 12 april 1910 i Norberg, Västmanlands län, död 1971, var en svensk målare.
Alex Öberg var son till gruvförmannen Carl Wilhelm Öberg och Viktoria Lindstedt samt från 1943 gift med Frida Kristina Jakobsson. Öberg studerade vid några privata målarskolor men deltog i krokiundervisningen vid Konstakademien under Otte Skölds handledning. Separat ställde han ut på Modern konst i hemmiljö 1948, De ungas salong 1951 och i ett flertal mindre svenska städer. Tillsammans med Arvid Knöppel ställde han ut på Lorensbergs konstsalong i Göteborg och tillsammans med Torsten Dahl och Georg Källkvist i Eskilstuna. Han medverkade i samlingsutställningar arrangerade av Dalarnas konstförening, Sveriges allmänna konstförening och Liljevalchs Stockholmssalonger samt i grupputställningar med olika Dalakonstnärer. Hans konst består av landskapsskildringar, gruvmiljöer och figurmotiv.